# Hadar-Dafna-Gebäude

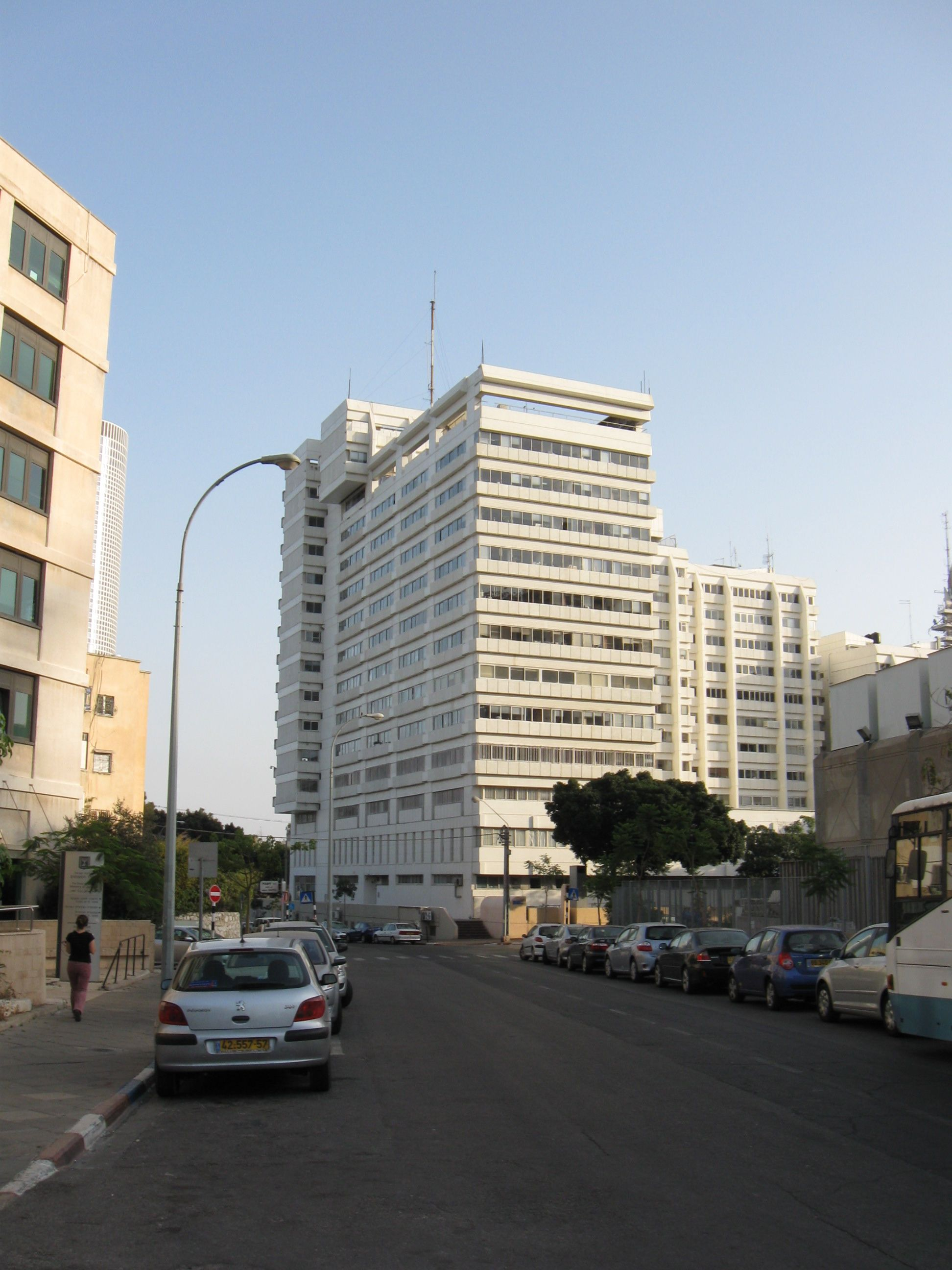
Hadar-Dafna-Gebäude (Teilansicht von der Henrietta-Szold-Straße her)

Das Hadar-Dafna-Gebäude (hebräisch בִּנְיָן הָדָר דַּפְנָה Binjan Hadar Dafnah, deutsch ‚Glanz-Dafnahs-Bau‘) ist ein Hochhaus-Komplex an den Sderot Scha'ul ha-Melech 39 (Scha'ul-ha-Melech-Allee) / Ecke Rechov Henrietta Szold (Henrietta-Szold-Straße) in Tel Aviv in Israel.

## Gebäude
Der Gebäudekomplex wurde 1971 auf einem mehr als 30.000 Quadratmeter großen Grundstück als Büro- und Verwaltungsgebäude nach Plänen der israelischen Architektenbüros Ram Karmi und Grynhaus  Architects im Stil des Brutalismus erbaut. Der winkelförmige Baukörper schließt das Eckgrundstück gegenüber den beiden Straßen ab. Er besteht aus vier teils gegeneinander versetzten und unterschiedlich hohen Teil-Baukörpern, die zwischen 9 und 14 Geschosse aufweisen. Der langgestreckte, 12-geschossige Gebäudeflügel am Rechov Henrietta Szold (רְחוֹב הֶנְרִיֶיטָה סאלְד) steigt im Eckbereich zu den Sderot Scha'ul ha-Melech (שְׂדֵרוֹת שָׁאוּל המֶלֶךְ) auf 14 Stockwerke mit einer Gesamthöhe von etwa 56 m an und ist damit der höchste Teil-Baukörper. Der Gebäudekomplex umfasst mehr als 1.000 Büroräume sowie weitere Flächen für Verwaltung, kommunale Dienste und Gewerbe. Das Bauvorhaben wurde von der israelischen Meshulam Levinstein Contracting & Engineering Ltd. ausgeführt.

## Nutzung
Das Gebäude wurde als Büro- und Verwaltungsgebäude genutzt und beherbergte zudem ursprünglich Banken, eine Poststation und andere Nutzflächen; heute dient es vor allem als Verwaltungssitz. So befanden sich dort u. a. verschiedene Abteilungen des israelischen Bildungsministeriums. Außerdem ist das Gebäude Sitz der Staatsanwaltschaft für den Distrikt Tel Aviv.
Nach verschiedenen Gerüchten und Medienberichten wie Darstellungen in Romanen, etwa in Frederick Forsyths Faust Gottes, Tim Powers’ Three Days to Never oder Patrick Robinsons Nimitz Class, sollen sich in dem Gebäude Einrichtungen des israelischen Auslandsgeheimdienstes Mossad beziehungsweise dessen Zentrale in Tel Aviv befunden haben. Diese Angaben werden von den Aussagen einzelner ehemaliger Mossad-Agenten wie Victor Ostrovsky oder Gad Schimron gestützt.